# Eskær (Mosbjerg Sogn)
 For alternative betydninger, se Eskær. (Se også artikler, som begynder med Eskær)
Eskær, Eskjær, hovedgård, beliggende umiddelbart nord for landsbyen Mosbjerg, Mosbjerg Sogn i Hjørring Kommune, Vendsyssel.
Eskær var i begyndelsen af 1300-tallet en adelig sædegård ejet af ridder Stig Pedersen Skovgaard, der var høvedsmand. Gården var i adelig eje til 1677. I 1600-tallet bestod borggården af et grundmuret hus i et stokværk med kvist, bindingsværkshus og voldgrave.
I 1805 blev Eskær fæstegods solgt fra. Efter frasalget blev opdyrkning og udstykning af Eskær Hede påbegyndt.
Bygningerne er fra 1844 hvor det tidligere hus blev nedrevet for at give plads til det nye der har tre fløje, en hovedfløj og to sidefløje. Der er en 5 ha. stor have og gården er på 282 hektar.
Der er offentlig adgang til skoven, men ikke til gården.

## Ejere
- 1400 ca. Stig Pedersen Skovgaard
- ukendte ejere
- 1515 Jep Ejlersen Juel
- 1580 Ove Lunge (Dyre)
- 1601 Anne Maltesdatter Sehested (Lunge)
- 1656 Palle Rosenkrantz
- 1659 Christen Jørgensen Skeel
- 1670 Tønne Juul
- 1677 Eiler Eilersen Holm
- 1706 P. og L. Brønsdorph
- 1771 Chr. Fr. Roosen
- 1778 Chr. Broerholt
- 1805-10 Forskellige ejere
- 1810 Peder Madsen (Holm)
- 1840 Christian Holm (søn)
- 1859 Bertel Larsen (svigersøn)
- 1880 Christian Oluf Holm (brors søn til Christian Holm)
- 1915 Aage Malthe Holm (søn)
- 1959 Oluf Ussing Jepsen(svigersøn)[2]
- 1988 – Allan Bernhoft
- 2018 - Fam. Hougaard